# Cataxia cunicularis
Cataxia cunicularis là một loài nhện trong họ Idiopidae.
Loài này thuộc chi Cataxia. Cataxia cunicularis được Barbara York Main miêu tả năm 1983.